# Centro de Documentación Daniel Vidart
El Centro de Documentación e Investigación Daniel Vidart es una unidad de información especializada de Paysandú, Uruguay. El centro fue inaugurado en el 2020 y lleva su nombre en homenaje al antropólogo uruguayo Daniel Vidart.
El centro está compuesto por ochenta y cuatro cajas de archivos documentales y dos bibliotecas especializadas en antropología, conformada por la colección completa de la antropóloga Teresa Porzecanski y la sección especializada en temas jesuítico-guaraníes donada por el profesor Rodolfo González Rissoto. Alberga además algunas piezas pertenecientes a Vidart.
El Centro cuenta además con un área de digitalización de materiales y documentos diversos como planos, libros, periódicos antiguos, fotografías de múltiples soportes y diapositivas. Cuenta con un escáner diseñado por el referente técnico del Centro, Andrés Oberti.

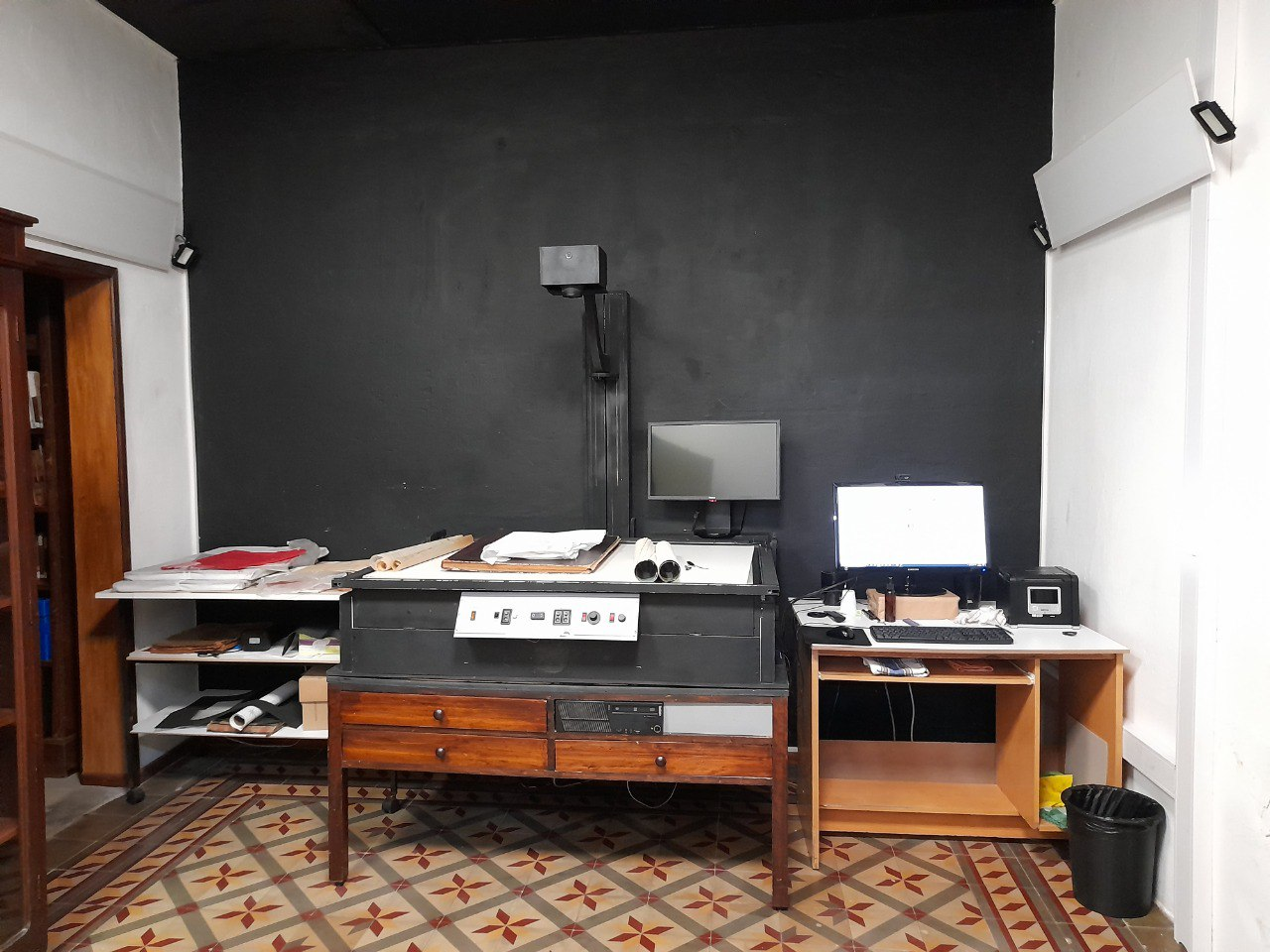
Área de digitalización del Centro Daniel Vidart.

Además, en sus instalaciones se aloja el Museo del Libro de Paysandú.